# Ksenija Horvat
Ksenija Horvat, slovenska novinarka in televizijska voditeljica, 
Diplomirala je iz primerjalne književnosti in sociologije na Filozofski fakulteti v Ljubljani
Po koncu študija je delala v vrsti uglednih medijev, kot so radio Študent, Val 202, BBC in Televizija Slovenija, kjer je bila nekaj časa tudi urednica informativnega programa.
Od 17. oktobra 2023 je direktorica Televizije Slovenija.

## Nagrade
- Viktor za najobetavnejšo medijsko osebnost (2001)
- Čuvaj/watchdog Društva novinarjev Slovenije (2021)